# Weyermolens

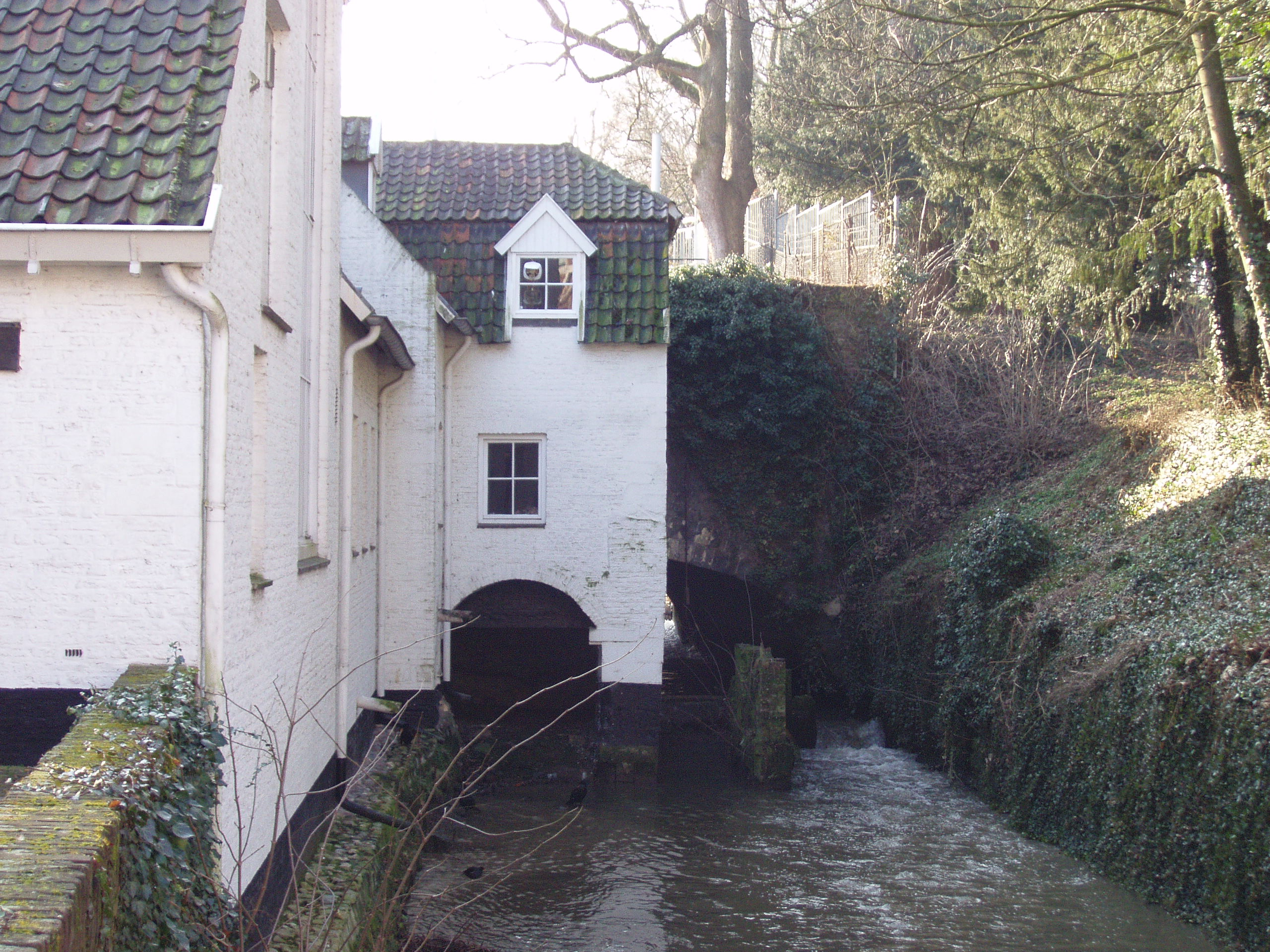
De Jeker met de Bovenste Weyermolen (achterste deel)

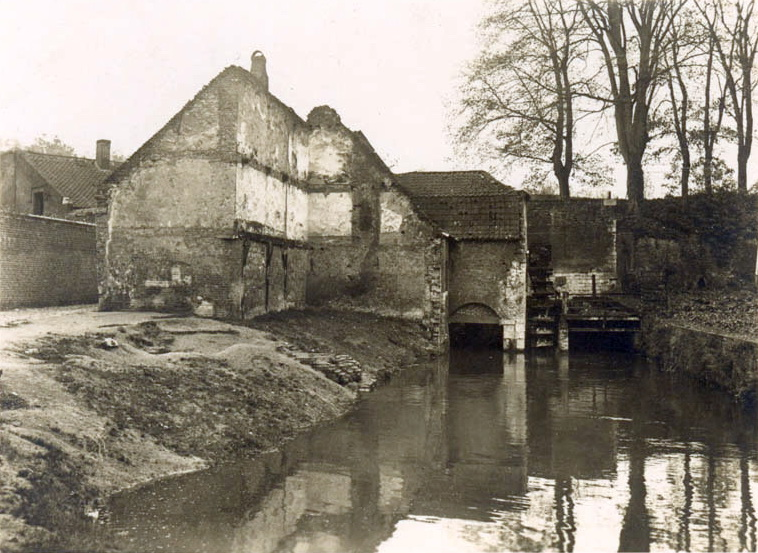
Bovenste Weyermolen omstreeks 1935. Een deel van de gebouwen is gesloopt

De Weyermolens, ook Bovenste en Onderste Weyermolen of De Reek, is een voormalig complex van vier watermolens op de Jeker in de Nederlandse stad Maastricht. Een overblijfsel van het complex in de zogenaamde 'Heksenhoek' in het Jekerkwartier, vlak achter de waterpoort De Reek, is sinds 1985 een rijksmonument.
De molens waren gesitueerd tegen de stadsomwalling, daar waar de Jeker zich in twee takken splitst. Een overblijfsel van een der molens is te vinden aan de huidige Heksenstraat 1. Het water kwam via een opening in de stadswal naar binnen.
De molens bestonden reeds in 1618. Er waren twee molens op de linkeroever, en twee op de rechteroever. Ze waren van het type onderslagmolen. Eind 15e eeuw werd een der molens gebruikt als volmolen. De Bovenste of Voorste Molen stond vroeger ook wel bekend als 'Molen van Hex', waar de buurtnaam 'Heksenhoek' van is afgeleid.
De Bovenste Molen was begin 19e eeuw in bezit van Petrus Dominicus Nijst, die een leerlooierij had. De molen fungeerde echter nog als korenmolen.
In 1853 werd de Bovenste Molen verkocht aan Wijnand Nicolaas Clermont en Charles Chainaye. Zij waren in 1851 de oprichters van de aardewerkfabriek ('fayencerie') Clermont & Chainaye. De molen werd ingericht voor de glazuurbereiding ten behoeve van de aardewerkfabriek en werd daarom ook 'aardewerkmolen' of 'vernismolen' genoemd. Vanaf 1859 werd de fabriek voortgezet onder de naam Guillaume Lambert & Cie., en in 1863 veranderde de naam in: Naamloze Maatschappij tot vervaardiging van fijn aardewerk en ceramieke voortbrengselen van alle soorten, beter bekend als de Société Céramique. In de als molen onttakelde Onderste of Achterste Molen werd in 1855 een stoommachine geplaatst, waarschijnlijk eveneens ten behoeve van de glazuurbereiding. Kort na 1860 werd de molen opnieuw verbouwd. Het binnenwerk was geheel in hout uitgevoerd en bevatte vier maalkuipen, die door vier armen werden aangedreven. Door het schuiven van de molenstenen over de hardstenen vloer werden de glazuurgrondstoffen fijngewreven. Het verwerken van een lading kon een week duren en de maalkuipen waren dan ook continu in bedrijf. Het glazuur werd met paard en wagen naar de fabriek in Wyck gereden.
Het bedrijf bleef tot 1935 als glazuurmolen functioneren. Daarna begonnen de gebouwen te vervallen. Ze werden aangekocht door de gemeente Maastricht, die het complex gedeeltelijk sloopte en de overige gebouwen, mét de molen, verkocht aan de glazenier Charles Eyck. Er werd een atelier gebouwd en in 1957 werd de molen verkocht aan woningbouwvereniging "Ons Belang". Hoewel er plannen waren om het gangwerk en het maalwerk te restaureren, is dat er niet van gekomen en werd het in 1958 gesloopt. Het molengebouw werd daarna omgebouwd tot woning. In 1957 werd een plastiek met de afbeelding van een heks aangebracht, verwijzend naar de plaatselijke benaming  'Heksenhoek'.